# Arrondissement di Lens
L'arrondissement di Lens è una suddivisione amministrativa francese, situata nel dipartimento del Passo di Calais e nella regione dell'Alta Francia.

## Composizione
L'arrondissement di Lens raggruppa 43 comuni in 17 cantoni:
- cantone di Avion
- cantone di Bully-les-Mines
- cantone di Carvin
- cantone di Courrières
- cantone di Harnes
- cantone di Hénin-Beaumont
- cantone di Leforest
- cantone di Lens-Est
- cantone di Lens-Nord-Est
- cantone di Lens-Nord-Ovest
- cantone di Liévin-Nord
- cantone di Liévin-Sud
- cantone di Montigny-en-Gohelle
- cantone di Noyelles-sous-Lens
- cantone di Rouvroy
- cantone di Sains-en-Gohelle
- cantone di Wingles